# Phygadeuon zonatus
Phygadeuon zonatus är en stekelart som beskrevs av Rudow 1886. Phygadeuon zonatus ingår i släktet Phygadeuon och familjen brokparasitsteklar. Inga underarter finns listade i Catalogue of Life.